# Israéliens
Ne doit pas être confondu avec Israélite ou Enfants d'Israël.

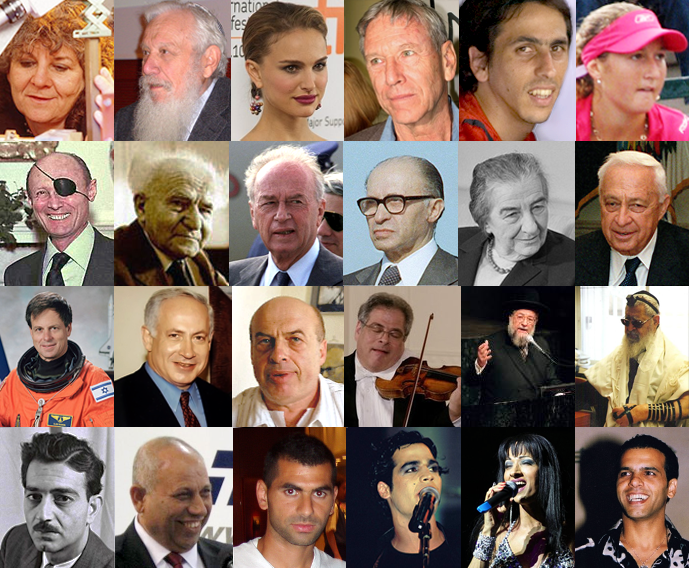
24 israéliens célèbres, de gauche à droite et de haut en bas, respectivement : Ada Yonath, Robert Aumann, Natalie Portman, Amos Oz, Yossi Benayoun, Shahar Peer, Moshe Dayan, David Ben Gourion, Yitzhak Rabin, Menahem Begin, Golda Meir, Ariel Sharon, Ilan Ramon, Benyamin Netanyahou, Natan Sharansky, Itzhak Perlman, Israel Meir Lau, Ovadia Yosef.
Émile Habibi, Ghaleb Majadleh, Salim Toama, Aviv Geffen, Dana International, Eyal Golan.

Les Israéliens (hébreu : ישראלי, Israeli, plur. Israelim) sont les citoyens de l'État d'Israël, indépendamment de leur origine ethnique ou de leur appartenance religieuse. La seule langue officielle d'Israël est l'hébreu depuis la loi du 19 juillet 2018 sur l'État-nation du peuple juif. Auparavant, entre 1948 et 2018, l'arabe était aussi langue officielle de cet État, créé le 14 mai 1948, à la suite de la déclaration d'indépendance proclamée par David Ben Gourion, président du Yichouv, à Tel Aviv, dans une salle du Musée des beaux-arts, à compter de 16 heures, heure locale. 
Fin 2023, l'État d'Israël compte principalement des Juifs (environ 75 % de la population). Les Arabes représentent environ 20 % de la population, dont 93,1 % de musulmans et 6,9 % de chrétiens, et dans une moindre mesure des Druzes et Circassiens, qui sont tous des citoyens israéliens. Les Druzes ne sont pas dispensés du service militaire, comme les sont les musulmans et les chrétiens .

## Origines du terme
Le terme d'Israélien ne doit pas être confondu avec ceux d'Enfants d'Israël ou d'Israélite, le mot d'Israël désignant dans ces dernières expressions le nom reçu par le patriarche Jacob après son combat contre l'ange ou le royaume d'Israël des temps bibliques, et par extension le peuple issu de sa descendance.
Lors de la création de l'État d'Israël, les journaux commencent à parler d'« Israélis » pour designer les habitants du nouvel État. C'est Moshé Catane qui écrit au journal Le Monde afin de prouver qu'il s'agit d'un anglicisme et que le terme juste en français doit être « Israélien ». Le journal adopte le changement proposé, bientôt suivi par le reste de la presse française et du monde francophone,.